# Gunn-Rita Dahle Flesjå
Gunn-Rita Dahle Flesjå (ur. 10 lutego 1973 w Stavanger) – norweska kolarka górska, złota medalistka olimpijska, sześciokrotna medalistka mistrzostw świata, pięciokrotna medalistka mistrzostw świata w maratonie, wielokrotna medalistka mistrzostw Europy w cross-country i maratonie oraz czterokrotna zdobywczyni Pucharu Świata w kolarstwie górskim.

## Kariera
W swoim olimpijskim debiucie, na igrzyskach w Atlancie w 1996 roku zajęła czwarte miejsce, przegrywając walkę o brązowy medal z Susan DeMattei ze Stanów Zjednoczonych. Nie wzięła udziału w igrzyskach w Sydney w 2000 roku, jednak cztery lata później, podczas igrzysk olimpijskich w Atenach wywalczyła złoty medal w cross-country. Startowała także na igrzyskach olimpijskich w Pekinie w 2008 roku, jednak nie ukończyła zawodów.
Pierwsze medale na międzynarodowych imprezach zdobyła w 1998 roku, kiedy zajęła drugie miejsce na mistrzostwach świata w Mont-Sainte-Anne oraz na mistrzostwach Europy. Na kolejne trofea musiała poczekać do 2002 roku, kiedy to zdobyła złoty medal na mistrzostwach świata w Kaprun i mistrzostwach Europy oraz srebrny medal na mistrzostwach Europy w maratonie(XCM). Mistrzostwo Europy w cross-country zdobywała jeszcze przez 3 kolejne lata z rzędu: 2003, 2004 i 2005. Na mistrzostwach świata w Les Gets 2004, Livigno 2005 i Rotorua 2006 zdobywała mistrzostwo świata w cross-country. Równocześnie w tych latach zwyciężała w mistrzostwach świata w maratonie, a w 2006 roku także na mistrzostwach Europy. W 2008 roku zdobyła mistrzostwo świata w maratonie oraz brązowy medal w cross country na mistrzostwach Europy. Do swojej medalowej kolekcji Dahle Flesjå dołączyła jeszcze dwa medale mistrzostw Europy w maratonie: złoty w 2009 r. i srebrny w 2010 roku. Po sześcioletniej przerwie Norweżka zdobyła kolejny medal mistrzostw świata w cross-country - na MŚ w Leogang w 2012 roku była druga za Francuzką Julie Bresset. Swój piąty złoty medal MŚ w maratonie zdobyła w 2013 roku, zwyciężając podczas MŚ w Kirchbergu. Równocześnie zwyciężała na mistrzostwach Europy w Dohňanach (2011) i Moskwie (2012).
Co więcej Gunn-Rita Dahle Flesjå przez cztery lata z rzędu (2003, 2004, 2005 i 2006) triumfowała w klasyfikacji generalnej Pucharu Świata XCO, a w sezonach 1996 i 1999 zajmowała drugie miejsce. W 2003 roku wygrała wszystkie edycje Pucharu Świata XCO.
Jest ponadto siedmiokrotną mistrzynią Norwegii w kolarstwie górskim z lat 1995, 1997, 1998, 1999, 2001, 2004 i 2005. W 2001 roku zdobyła także brązowy medal mistrzostw kraju w kolarstwie szosowym. Czterokrotnie zwyciężała w norweskim maratonie Birkebeinerrittet.
Obok Włoszki Paoli Pezzo Gunn-Rita Dahle Flesjå jest jedyną zawodniczką, która zdobyła złoty medal olimpijski, złoty medal mistrzostw świata i Puchar Świata XCO.

## Ważniejsze osiągnięcia
(źródło: MTB Cross-country oraz UCI)

### 2015
- 4 m. Mistrzostwa Europy 2015 XCM - Singen
- 2 m. Puchar Świata XCO #1 - Nové Mesto na Morave

### 2014
- 9 m. Mistrzostwa Świata 2014 XCO - Hafjell
- 14 m. Mistrzostwa Europy 2014 XCO – St. Wendel
- 1 m. Mistrzostwa Norwegii XCO
- 2 m. Puchar Świata XCO #7- Méribel
- 2 m. Puchar Świata XCO #4 - Albstadt
- 3 m. Puchar Świata XCO #3 - Nové Mesto na Morave
- 2 m. Puchar Świata XCO #1 - Pietermaritzburg
- 6 m. Klasyfikacja generalna Pucharu Świata XCO
- 5 m. Ranking UCI

## Puchar Świata

### Miejsca na podium XCO (elita)
| Sezon PŚ | 1. miejsce | 2. miejsce | 3. miejsce | Razem |
| 1995     | –          | –          | 1          | 1     |
| 1996     | 2          | –          | –          | 2     |
| 1997     | –          | –          | –          | –     |
| 1998     | 2          | 1          | 1          | 4     |
| 1999     | 1          | 3          | 3          | 7     |
| 2000     | –          | –          | –          | –     |
| 2001     | –          | –          | –          | –     |
| 2002     | –          | –          | –          | –     |
| 2003     | 5          | –          | –          | 5     |
| 2004     | 6          | –          | –          | 6     |
| 2005     | 6          | 2          | –          | 8     |
| 2006     | 3          | 2          | –          | 5     |
| 2007     | –          | 1          | 1          | 2     |
| 2008     | 1          | –          | –          | 1     |
| 2009     | –          | –          | –          | –     |
| 2010     | –          | –          | –          | –     |
| 2011     | –          | –          | 1          | 1     |
| 2012     | 2          | –          | –          | 2     |
| 2013     | –          | –          | –          | –     |
| 2014     | –          | 3          | 1          | 4     |
| 2015     | 1          | 2          | –          | 3     |
| 2016     | –          | 2          | –          | 2     |
| 2017     | –          | 1          | 1          | 2     |
| Suma     | 29         | 17         | 9          | 54    |